# ケヴィン・メーヴァルト
ケヴィン・メーヴァルト（Kevin Möhwald, 1993年7月3日 - ）は、ドイツ・エアフルト出身のサッカー選手。KASオイペン所属。ポジションはMF。

## 経歴

### クラブ
FCロートヴァイス・エアフルトの下部組織で育ち、2011年8月にカールツァイス・イェーナとのテューリンゲン州ダービー戦でトップチームデビューを果たした。ロートヴァイス在籍時には3. リーガ103試合に出場12得点を記録した。
2015年6月、2. ブンデスリーガの1.FCニュルンベルクへ加入した。ニュルンベルクではリーグ戦87試合に出場し12得点を記録、2017-18シーズンにはクラブの1部昇格に貢献した。クラブ側からは契約延長の申し入れがあったが、合意には至らなかった。
2018年5月15日、ヴェルダー・ブレーメンへの加入が発表された。
2021年8月30日、1.FCウニオン・ベルリンと契約した。
2023年6月、KASオイペンに3年契約で移籍した。

### 代表
2013年10月、フランク・ヴォルムートが監督を務めるU-20ドイツ代表に初招集され、オランダで開催された4か国トーナメントに参加。オランダ戦とチェコ戦の2試合に出場した
。

## 個人成績
2018年5月15日現在
| クラブ                       | シーズン     | リーグ            | リーグ | リーグ | カップ | カップ | その他 | その他 | 通算 | 通算 |
| クラブ                       | シーズン     | ディビジョン      | 出場   | 得点   | 出場   | 得点   | 出場   | 得点   | 出場 | 得点 |
| ---------------------------- | ------------ | ----------------- | ------ | ------ | ------ | ------ | ------ | ------ | ---- | ---- |
| ロートヴァイス・エアフォート | 2011-12      | 3. リーガ         | 5      | 0      | 0      | 0      | 0      | 0      | 5    | 0    |
| ロートヴァイス・エアフォート | 2012-13      | 3. リーガ         | 35     | 2      | 0      | 0      | 0      | 0      | 35   | 2    |
| ロートヴァイス・エアフォート | 2013-14      | 3. リーガ         | 28     | 2      | 0      | 0      | 0      | 0      | 28   | 2    |
| ロートヴァイス・エアフォート | 2014-15      | 3. リーガ         | 35     | 8      | 0      | 0      | 0      | 0      | 35   | 8    |
| ロートヴァイス・エアフォート | 通算         | 通算              | 103    | 12     | 0      | 0      | 0      | 0      | 103  | 12   |
| ニュルンベルク               | 2015–16      | 2. ブンデスリーガ | 27     | 1      | 3      | 0      | 0      | 0      | 30   | 1    |
| ニュルンベルク               | 2016–17      | 2. ブンデスリーガ | 29     | 4      | 0      | 0      | 0      | 0      | 29   | 4    |
| ニュルンベルク               | 2017–18      | 2. ブンデスリーガ | 31     | 7      | 3      | 0      | 0      | 0      | 34   | 7    |
| ニュルンベルク               | 通算         | 通算              | 87     | 12     | 6      | 0      | 0      | 0      | 93   | 12   |
| ヴェルダー・ブレーメン       | 2018-19      | ブンデスリーガ    | 0      | 0      | 0      | 0      | 0      | 0      | 0    | 0    |
| ヴェルダー・ブレーメン       | 通算         | 通算              | 0      | 0      | 0      | 0      | 0      | 0      | 0    | 0    |
| キャリア通算                 | キャリア通算 | キャリア通算      | 190    | 24     | 6      | 0      | 0      | 0      | 196  | 124  |